# Acromyrmex hystrix
Acromyrmex hystrix (лат.) — вид муравьёв-листорезов из трибы грибководов Attini подсемейства Myrmicinae (Formicidae).

## Описание
Неотропика: Бразилия, Венесуэла, Гайана, Французская Гвиана, Эквадор. Длина солдат около 9 мм, основная окраска тела желтовато-коричневая. Отличаются отсутствием срединных шипов переднеспинки и отсутствием бугорков на эпинотуме; развиты длинные и направленные вперёд передне-боковые острые плечевые шипы пронотума. Характерны своим тесным симбиозом с грибами, выращиваемыми в земляных муравейниках на основе листовой пережёванной массы.

## Классификация
Является типовым видом для рода Acromyrmex, а первоначально был описан в 1802 году  французским энтомологом Пьером Латрейлем под названием Formica hystrix Latreille.